# Firenze Campo di Marte
Firenze Campo di Marte (włoski: Stazione di Firenze Campo di Marte) – stacja kolejowa we Florencji, w regionie Toskania, we Włoszech. Stacja posiada 5 peronów. Stacja kolejowa znajduje się na linii Florencja-Rzym, a więc na trasie wszystkich pociągów łączących Florencję z południem i północą Włoch.
| Firenze Campo Marte                 |  |                                       |
| Linia Florencja - Rzym (310,112 km) |  |                                       |
| Firenze Statuto                     |  | Firenze Rovezzano odległość: 3,072 km |
| Linia Florencja - Faenza (0,000 km) |  |                                       |
|                                     |  | Le Cure odległość: 1,208 km           |